# Mount Oliver, Antarktis
Mount Oliver är ett berg i Antarktis. Det ligger i Västantarktis. Nya Zeeland gör anspråk på området. Toppen på Mount Oliver är 3 811 meter över havet. Oliver ingår i Prince Olav Mountains.
Terrängen runt Mount Oliver är huvudsakligen bergig, men den allra närmaste omgivningen är kuperad. Trakten är obefolkad. Det finns inga samhällen i närheten.